# ミヤマオウム
ミヤマオウム（深山鸚鵡、Nestor notabilis）は、鳥綱オウム目フクロウオウム科ミヤマオウム属の1種である。
マオリ語ではケア (Kea)。ほかに、ケアオウム、キアとも。

## 分布
ニュージーランド南島固有種。

## 形態
全長46cm。体重700–1000g。全身はオリーブグリーン色の羽毛で覆われ、翼下部の羽毛は赤い。頭部から腹部の羽毛は灰色がかっており、蝋膜と眼は濃い灰色。
幼鳥（0–3歳）は、蝋膜、目の周りとくちばしが黄色。

## 進化史
ミヤマオウム属は、カカ、ミヤマオウム、絶滅種キムネカカ（ノーフォーク島カカ）の3種を含む。3種類全ては1500万年前のニュージーランドで『プロト・カカ』から分化したと考えられる。
ミヤマオウム属に最も近い親類はフクロウオウム（カカポ）と考えられ、併せてフクロウオウム科 Strigopidae に分類される。この科はミヤマオウム科 Nestoridae とも呼ばれるが、先に記載された「Strigopidae」が有効である。

## 生態
高山帯の森林や草原等に生息する。別名は鳴き声に由来し、日本語話者には「きーあー」と聞こえる。食物の少ない環境に対する適応として知能や体力、学習能力、好奇心、協調性、適応性が極めて高く、ゴミ箱の蓋を外す、ボルトナットを外す、自転車のタイヤに噛み付いてパンクさせるなど、極めて簡単にこなせ、集団で協力して様々ないたずらをする。
食性は雑食で、葉や花の蜜、果実、昆虫類、鳥類の雛等を食べる。穴居性の海鳥（ミズナギドリなど）の雛を襲う時は鋭い嘴で巣穴を掘り拡げ、中に潜む雛を掴み出して噛み殺す。

## 人間との関係
入植者が植生を破壊し羊を放牧する様になった後、集団で羊を襲ってその背中の肉を食べることがあったため多数が射殺されたが、絶滅寸前になったため1986年以降は法令によって保護されている。
近年では冬期にパン、バター、ファーストフード等の残飯を漁って食べる、スキー場のロッジで飲酒するなどの個体が認められ、冬期には、これら高カロリー食品を簡単に入手できる山岳地帯のスキー場の近傍に営巣するつがいも出現している。